# 小田桐咲也
小田桐 咲也（おだぎり さくや、1998年3月23日 - ）は日本の元俳優、アイドル。青森県出身。
2021年3月までVOYZ ENTERTAINMENTに所属し、事務所内グループVOYZ BOYのメンバー、チームCD選抜であった。
チーム解体前は村田琳がリーダーのteamBLUEに所属。

## 略歴
2018年3月、知人の紹介によりBoiz entertainment（VOYZ BOY前身グループ）に参加。後にこの知人は同グループメンバーの立澤鎮也と共通の友人である事が判明した。
高校在学中は野球部に所属。卒業後は上京し、2年制のホテル専門学校に進学。
専門学校在学中に結婚式場でアルバイトをしていたこともあり、公式プロフィールにおける特技は料飲サービスである。
2020年3月8日に発表された『VOYZ BOY チームCD選抜ファン投票』では11位となり、CD選抜メンバーになる。
2020年6月23日から28日まで行われた『VOYZ BOY夏合宿2020』の企画にてメンバーの赤名竜之輔と共にフルマラソンに挑戦、完走する。同合宿初日に行われた学力テストの順位は44人中33位。
2021年3月31日をもってVOYZ BOYから卒業及びVOYZ ENTERTAINMENTを退所。

## 出演

### 舞台
- ボン・ボヤージュ！～春、さよならは言わない～（2018年7月25日 - 7月29日、浅草六区 ゆめまち劇場） - ラッセン 役
- MAGICxMAGIC（2018年9月5日 - 9月8日、浅草六区 ゆめまち劇場） - 南雲翔 役
- MEMORY BOYS〜想い出を売る店〜（2018年12月20日〜2019年6月17日、サンリオピューロランド） - チームアレグロ グリッサ 役
- ここはグリーン・ウッド（2019年7月19日 - 7月28日、天王洲 銀河劇場） - 藤掛達郎 役
- オタッカーズ・ハイ（2019年11月27日 - 12月1日、高島平 バルスタジオ） - 柳井 役